# Дерна (муниципалитет)
Дерна (араб. درنة‎) — административный район в Ливии. Административный центр — город Дерна. Площадь 31 511 км². Население 163 351 человек (2006 г.).

## Географическое положение
На севере Дерна омывается водами Средиземного моря. Внутри страны граничит со следующими муниципалитетами: Эль-Бутнан (восток), Эль-Джебал-Эль-Ахдар (запад), Эль-Вахат (юг).
Дерна является частью исторической области Киренаики.